# Architecture Australia

Architecture Australia est un bimensuel d’architecture publié en Australie. Fondé en 1904, le titre est la publication de l’Australian Institute of Architects (en). Il est publié par Architecture Media.